# Изтаев, Аскар
Аскар Изтаев (14 апреля 1929 год, село Султан) — старший скотник совхоза «Волгоградский» Джетыгаринского района Кустанайской области, Казахская ССР. Герой Социалистического Труда (1971). Депутат Верховного Совета Казахской ССР. Со своей женой Рабигой вырастил 4 детей, имеет 9 внуков и 10 правнуков.

## Биография
Родился в 1929 году в крестьянской семье в селе Султан (сегодня — Житикаринский район). С 1945 года — разнорабочий и с 1956 года — старший скотник в совхозе «Волгоградский» Джетыгаринского района.
Трудовую деятельность начал в апреле 1945 года разнорабочим в совхозе «Милютинский» нашего района. В апреле 1954 года был призван в ряды Советской Армии. Демобилизовался в 1956 году и поехал в совхоз «Волгоградский», работал старшим скотником.
В 1970 году досрочно выполнил задания Восьмой пятилетки (1966—1970) и свои личные социалистические обязательства. За годы этой пятилетки получил от ста коров в среднем по 101 телёнка, среднесуточный привес которых составил 953 грамм при плане 550 грамм и добился наилучших результатов среди скотников района. Указом Президиума Верховного Совета СССР «О присвоении звания Героя социалистического Труда передовикам сельского хозяйства Казахской ССР» от 8 апреля 1971 года за выдающиеся успехи, достигнутые в развитии сельскохозяйственного производства и выполнении пятилетнего плана продажи государству продуктов земледелия и животноводства удостоен звания Героя Социалистического Труда с вручением ордена Ленина и золотой медали «Серп и Молот».
Избирался депутатом Верховного Совета Казахской ССР. При его содействии было построено несколько школ в районе.
В 1991 году вышел на пенсию.
Награды
Награждён орденом Ленина, медалями «За трудовое отличие», «Ветеран труда», «За освоение целинных земель», бронзовой медалью ВДНХ СССР, памятными нагрудными значками в честь 50-летия КазССР, знаком «Отличник соцсоревнования работников сельского хозяйства».